# Clackmannanshire
Clackmannanshire (gael. Siorrachd Chlach Mhannainn) – jednostka administracyjna (council area) i historyczne hrabstwo w Szkocji. Ośrodkiem administracyjnym jest miasto Alloa.
Historyczną stolicą hrabstwa było Clackmannan (do 1822 roku).